# Oberalppasset
Oberalppasset (2.044 m.o.h.) (italiensk:Passo dell'Oberalp, Cuolm d'Ursera eller Alpsu) er et højt bjergpas i  Glarner-kæden af Alperne i kanton Graubünden i Schweiz. Passet forbinder byen Andermatt i dalen Urserental i kanton Uri med landsbyen Disentis/Mustér i dalen Surselva i kanton Graubünden. Passet ligger i de såkaldte Glarner Alper.

## Området
Rhinen (Vorderrhein) har sit udspring ved søen Tomasee. Oberalpsee ligger 20 m lavere i retning mod Andermatt. En flerdages vandrerute Senda Sursilvana er markeret gennem passet og langs Vorderrhein til Alpenrheins begyndelse. Passet er centrum for Oberalp skiområdet, som er en del af Gotthard Oberalp Arena. Området strækker sig på Graubünden siden til Dieni, nær Rueras i dalen Suelva.

## Jernbane og vej
Matterhorn-Gotthard Jernbanen krydser passet i en kort tunnel. Oberalppassets jernbanestation ligger ved vejen. Det er det højeste sted på jernbanelinjen. Når vejen er lukket, så kører der dagligt et biltog i hver retning.
Vejforbindelsen gennem passet blev bygget 1862-63 og er en del af hovedvej 19 (H19). Vejen er lukket om vinteren. Afhængig af snefaldet, så lukkes vejen på et tidspunkt mellem slutningen af oktober og begyndelsen af december. Vejen åbner som regel i slutningen af april, men nogle år åbnes først i midten af maj. Når vejen er lukket, så kan et begrænset antal biler komme med de daglige biltog mellem Andermatt og Sedrun.

## Galleri
- Oberalppasset
- Oberalpsee og den korte jernbanetunnel
- Tomasee
- 10 meter høj miniature af fyrtårnet, der står ved Hoek van Holland, hvor Rhinen løber ud i Nordsøen[11]
- Nedlagt bunker over passet ved Fellilücke (2.478 m.o.h)
- Oberalpsee